# Black Is White
Black Is White è un film muto del 1920 diretto da Charles Giblyn.

## Produzione
Il film, che fu prodotto dalla Thomas H. Ince Corporation, venne girato negli Artcraft Studios a Fort Lee, nel New Jersey.

## Distribuzione
Distribuito dalla Paramount Pictures, il film uscì nelle sale cinematografiche degli Stati Uniti il 7 marzo 1920. In Svezia, con il titolo Det levande minnet, fu distribuito il 3 gennaio 1921.
Copie della pellicola sono conservate negli archivi della Library of Congress e in quelli dell'UCLA.